# Jens Westerbeck
Jens Westerbeck (* 2. Juli 1977 in Bünde) ist ein deutscher Schriftsteller, Comedy- und Fernsehautor sowie TV-Producer.

## Leben
Westerbeck besuchte das Gymnasium am Markt in Bünde, brach vor dem Abitur ab und ließ sich 1999 zum Industriekaufmann ausbilden, arbeitete von 2004 bis 2009 als Yachtbroker und ist seither als Autor und Produzent in der TV-Branche tätig. Er ist verheiratet, Vater eines Sohnes, lebte zwischenzeitlich in Berlin, Hamburg sowie Oberkirch und ist aktuell in Köln und Bünde zu Hause.

### Schriftsteller
2010 veröffentlichte er seinen autobiografisch angelegten Debütroman Boatpeople (Erstausgabe im tivi Verlag), in dem er sein altes Leben als Yachtbroker persiflierte. Nach einem Talkshow-Auftritt bei Markus Lanz erwarb der Heyne Verlag die Taschenbuchrechte an dem Werk und veröffentlichte es 2012 in seiner Sparte Heyne Hardcore. Parallel dazu erschien die Hörbuchversion bei Sony Music, eingesprochen von Schauspieler Benjamin Völz. 2013 verfasste Westerbeck zusammen mit der Berliner Kabarettistin Gabi Decker für den Orell Füssli Verlag das Dialogbuch Lassen Sie mich durch, mein Mann ist Arzt!, in dem sich die beiden Autoren ironisch über die Rolle der Frau im Berufsleben Gedanken machen. 2014 erschien bei Heyne ein weiteres Sachbuch mit dem Titel Herr Westerbeck und seine Belege über seine bisherige Zeit als Unternehmer. Das Hörbuch vertonte Komiker Oliver Kalkofe (Randomhouse Audio). 2015 veröffentlichte Westerbeck die Mediensatire Aftershowparty, ebenfalls im Heyne Verlag.

### Comedy- und Fernsehautor
2010 begann Westerbeck Comedybeiträge für den Senderverband von Radio NRW zu schreiben, die er selbst einsprach und als Serie (u. a. Ein Fall für Herrn Westerbeck) veröffentlicht wurde. Zwischen 2009 und 2014 schrieb er für den Darsteller der Figur Atze Schröder und dessen Bühnenprogramme Revolution, Schmerzfrei sowie Richtig Fremdgehen. 2012 wirkte er auch an Matze Knops Liveprogramm Platzhirsche mit.
Seinen ersten Job als Fernsehautor trat Westerbeck 2012 im neugestalteten Vorabend der ARD bei Gottschalk Live an. Im selben Jahr arbeitete er für die sechste Staffel der RTL-Castingshow Supertalent. Im Jahr 2013 wirkte er an der Entwicklung von 30 Jahre RTL und der ersten Staffel Back to School – Gottschalks großes Klassentreffen, ebenfalls RTL, mit. 2014 folgte dann ein Engagement bei Sat.1 und der zweiten Staffel Promi Big Brother sowie der zweiten Staffel von Back to School. 2015 zeichnete er sich als Autor für die TV-Show Herbstblond aus, in der Thomas Gottschalk seinen 65. Geburtstag bei RTL im Berliner Admiralspalast feierte (live ausgestrahlt am 18. Mai 2015). Im gleichen Jahr war er in dieser Funktion auch an der dritten Staffel Promi Big Brother beteiligt und entwickelte gemeinsam mit dem österreichischen Medienunternehmer Markus Peichl den Videoblog ZEITraffer für die Wochenzeitung Die Zeit. Zudem war Westerbeck von 2012 bis 2020 als Autor für den deutschen Medienpreis LeadAward als auch 2023 für das 75-jährige Firmenjubiläum der Funke Mediengruppe tätig und verfasste die Laudationen für die 125-jährige Jubiläumsfeier von KPMG und 100-jährige Jubiläumsfeier von BMW.
Von 2016 bis 2017 wurde er für die RTL-Formate Mensch Gottschalk und die fünfteilige Musikshow It Takes 2 mit Daniel Hartwich verpflichtet. Seit 2016 wirkt Westerbeck wieder vermehrt als Autor für Thomas Gottschalk und war u. a. für die Moderationen folgender Sendungen verantwortlich: ECHO (2016), die 40-jährige Jubiläumsshow Nena – Nichts versäumt für Popikone Nena im ZDF (2017), OPUS Klassik ehemals bekannt als ECHO Klassik (2017–2020), Goldene Note by Leona König für den ORF in Wien (2021) als auch für die 50-jährige Jubiläumsshow und die Zugabe-Show der ZDF-Hitparade 2020 und 2021. Für die Jubiläumsausgabe von Wetten, dass..? am 6. November 2021 in Nürnberg war Westerbeck als Autor und für die Pressearbeit im Einsatz. Die Comeback-Sendung war mit einem Marktanteil von 45,7 Prozent der Quotenerfolg des Jahres 2021 im deutschen Fernsehen. Westerbeck begleitete auch die darauffolgende Ausgaben im Jahr 2022 aus Friedrichshafen als auch Gottschalks Abschiedssendung im November 2023 live aus Offenburg als Presseberater.

### TV-Producer
Von 2016 bis 2019 war Westerbeck als Executive Producer bei Spiegel TV in Hamburg angestellt. Er entwickelte und verantwortete dort u. a. 2018 und 2019 die erfolgreiche ZDF-Musikreihe mit Thomas Gottschalk (Gottschalks große 68er-Show und Gottschalks große 80er-Show). Für Sat.1 produzierte und entwickelte er 2019 im Rahmen des 30-jährigen Mauerfall-Jubiläums das TV-Event Wahnsinn Wende! Die unglaublichsten Mauerfall-Geschichten.
2020 wechselte er in seiner Funktion als Executive Producer in den Schwarzwald zur TV-Produktionsfirma Kimmig Entertainment in Oberkirch. Dort war er u. a. zwei Jahre inhaltlich gesamtverantwortlich für Verstehen Sie Spaß?, realisierte für das ZDF im Mai 2020 Gottschalks 70. Geburtstag live aus der Austernbank in Berlin und in der Doppelfunktion als Autor und Executive Producer Gottschalks große 90er-Show im Juni 2021.
Als inhaltlich Gesamtverantwortlicher produzierte Westerbeck im Juli 2021 die Spendensendung Wir halten Zusammen – Der ARD-Benefiztag zur Hochwasserkatastrophe live im Ersten und in den dritten Programmen der ARD. Die Sendung entstand in Zusammenarbeit von SWR, WDR, MDR, BR, NDR sowie Kimmig Entertainment. Durch den Abend führten Ingo Zamperoni in Köln, Sarah von Neuburg in Leipzig und Janin Ullmann in Hamburg. Eine weitere Spendenshow für die Opfer der Flutkatastrophe 2021 entwickelte und exekutierte er unter dem Titel Für den Aufbau nach der Flut – #Zusammenhalten im Südwesten im September 2021 für den SWR live aus Trier.
Als Creative Producer betreute er im Dezember 2021 für den Europa-Park in Rust das fünfteilige Talkformat Wir sprechen Europa – der Talk im Park mit Janin Ullmann als auch die vierteilige Gameshow 3 gegen Knossi mit Jens „Knossi“ Knossalla im Sommer 2023 für die hauseigene Streaming-Plattform VeeJoy. Zudem stammt von ihm die Konzeptualisierung des seriellen Musikformats SWR Schlager – Die Show (seit 2022 Die Beatrice Egli Show).
Seit Januar 2022 ist Westerbeck als Executive Producer bei der UFA Show & Factual in Köln-Deutz tätig. Er entwickelte und produzierte dort anlässlich des 40-jährigen Jubiläums der Kultfilmreihe Die Supernasen die Primetime-Show 40 Jahre Supernasen mit Mike Krüger & Thomas Gottschalk für RTL als auch das zweiteilige Musikformat Piratensender Powerplay 2.0 – mit Mike & Thommy für RTL, RTL+ sowie RTL Radio. 2023 feierte den Geburtstag von Europas erfolgreichster Talentshow Deutschland sucht der Superstar unter dem Titel 20 Jahre Deutschland sucht den Superstar – Das große Jubiläum als auch das 100-jährige Jubiläum des weltweiten Medienkonzerns Disney mit der dreistündigen Samstagabend-Sendung Disney100 – Die große Jubiläumsshow moderiert von Thomas Gottschalk und Victoria Swarovski. Der Gala-Abend war ein einmaliges TV-Event, das in der relevanten Zielgruppe den Primetime-Sieg holte und auf RTL ausgestrahlt wurde.

## Kritik
Im Mai 2017 wurde Westerbeck vom Nachrichtenportal Bild vorgeworfen Mitschuld am Quotentief von Thomas Gottschalks Sonntagabend-Show Mensch Gottschalk auf RTL zu tragen. Er wurde als „relativ unerfahrener TV-Macher“, der das „Desaster mitzuverantworten“ habe, bezeichnet. Im Oktober 2017 legte die Bild nach und machte ihn nach der Absetzung von Mensch Gottschalk für weitere Flop-Sendungen mit dem Entertainer verantwortlich.

## Sonstiges
Für die Fernsehsendung Verstehen Sie Spaß? wirkte Westerbeck 2019 in einem Verlade-Film mit Thomas Gottschalk als Lockvogel mit.

## Werke
- Boatpeople. tivi, Brühl 2010, ISBN 978-3-9813724-0-3.
- Boatpeople. Heyne, München 2012, ISBN 978-3-453-67628-2.
- Boatpeople. Gelesen von Benjamin Völz und Alexandra Kamp, Sony, München 2012.
- mit Gabi Decker: Lassen sie mich durch, mein Mann ist Arzt! Orell Füssli, Zürich 2013, ISBN 978-3-280-05515-1.
- Herr Westerbeck und seine Belege. Heyne, München 2014, ISBN 978-3-453-26921-7.
- Herr Westerbeck und seine Belege. Gelesen von Oliver Kalkofe, Random House Audio, Köln 2014, ISBN 978-3-8371-2588-7.
- Aftershowparty. Heyne, München 2015, ISBN 978-3-453-26966-8.

## Auszeichnungen
- 2011: Der Deutsche Comedypreis in der Kategorie Bestes TV-Soloprogramm für Autorentätigkeit bei Atze Schröders Revolution